# Spergo aithorrhis
Spergo aithorrhis é uma espécie de gastrópode do gênero Spergo, pertencente a família Raphitomidae.